# Serrognathus platymelus
Serrognathus platymelus es una especie de coleóptero de la familia Lucanidae. La especie fue descrita científicamente por Tsunenobu Fujita y Tadashi Ishikawa en 1985.

## Subespecies
- Serrognathus platymelus castanicolor (Motschulsky, 1861)

= Dorcus castanicolor Motschulsky, 1861
- Serrognathus platymelus daitoensis Fujita e Ishikawa, 1985
- Serrognathus platymelus elegans (Boileau, 1899)

= Eurytrachelus elegans Boileau, 1899
- Serrognathus platymelus hachijoensis Fujita y Okuda, 1989
- Serrognathus platymelus okinoerabuensis Fujita y Ishikawa, 1985
- Serrognathus platymelus pilifer (Snellen von Vollenhoven, 1861)

= Eurytrachelus pilifer Snellen von Vollenhoven, 1861
= Eurytrachellelus platymelus damoiseaui Maes, 1982
= Dorcus platymelus karasuyamai Baba, 1999
= Dorcus platymelus tatsutai Shiokawa, 2001
- Serrognathus platymelus platymelus (Saunders, 1854)

= Dorcus platymelus Saunders, 1854
= Serrognathus platymelus dissimilis Bomans, Drumont y Cammaerts, 1997
= Eurytrachelus platymelus fafner Kriesche, 1920
= Eurytrachelus platymelus hangul Kriesche, 1920
= Eurytrachelus platymelus hymir Kriesche, 1935
= Dorcus platymelus lateralis Saunders, 1854
= Dorcus platymelus marginalis Saunders, 1854
= Dorcus platymelus obscurus Saunders, 1854
= Eurytrachelus platymelus prometheus Didier, 1925
= Eurytrachelus platymelus typhoniformis Nagel, 1924
= Dorcus platymelus westermanni Mizunuma y Nagai, 1994
- Serrognathus platymelus sakishimanus Nomura, 1964
- Serrognathus platymelus takaraensis Fujita e Ishikawa, 1985
- Serrognathus platymelus tokunoshimaensis Fujita e Ishikawa, 1985

## Distribución geográfica
Habita en China, Corea, Japón y el Sudeste Asiático. Serrognathus platymelus castanicolor habita en China, Corea y Japón, Serrognathus platymelus platymelus en China, Vietnam, Laos, Tailandia y el resto en Japón.